# Lothar Matthes
Lothar Matthes (né le 23 juillet 1947 à Kragen) est un plongeur allemand, représentant la RDA.

## Carrière
Sa carrière sportive débute en 1962. Après une visite à l'école sportive de Chemnitz, il gagne les concours du district. En 1965, il rejoint le SC Einheit Dresden. Avec son frère Hans Matthes, qui est son entraîneur, il remporte de nombreuses compétitions. Très vite il se spécialise dans le saut à 10 mètres. Il arrête sa carrière en 1973.

## Palmarès

### Jeux olympiques
- Jeux olympiques d'été de 1968 à Mexico  Mexique :
  - 6e place au plongeon 10 m avec 141,75 points.
- Jeux olympiques d'été de 1972 à Munich  Allemagne :
  - 4e place au plongeon 10 m avec 456,75 points.

### Championnats d'Europe de plongeon
- Championnats d'Europe de natation 1970 à Barcelone  Espagne :
  -  Médaille d'or au haut vol à 10 m avec 454,75 points.

### Championnats d'Allemagne de l'Est
- Championnats d'Allemagne de l'Est 1965
  -  Médaille de bronze au plongeon 10 m
- Championnats d'Allemagne de l'Est 1966
  -  Médaille d'or au plongeon 10 m
- Championnats d'Allemagne de l'Est 1967
  -  Médaille d'argent au plongeon 3 m
  -  Médaille de bronze au plongeon 1 m
- Championnats d'Allemagne de l'Est 1968
  -  Médaille d'or au plongeon 3 m
  -  Médaille d'or au plongeon 10 m
- Championnats d'Allemagne de l'Est 1969
  -  Médaille d'or au plongeon 10 m
- Championnats d'Allemagne de l'Est 1970
  -  Médaille d'argent au plongeon 3 m
  -  Médaille de bronze au plongeon 10 m
- Championnats d'Allemagne de l'Est 1971
  -  Médaille d'or au plongeon 10 m
- Championnats d'Allemagne de l'Est 1972
  -  Médaille d'or au plongeon 10 m

## Note
1. ↑  https://www.sports-reference.com/olympics/athletes/ma/lothar-matthes-1.html

## Sources
- (de) Cet article est partiellement ou en totalité issu de l’article de Wikipédia en allemand intitulé « Lothar Matthes » (voir la liste des auteurs).